# DetectiveFEST
El Festival Internacional DetectiveFEST (en ruso: Международный кинотелефестиваль DetectiveFEST) es un certamen audiovisual anual celebrado en Moscú, Rusia, cuya temática se ciñe, básicamente, a los géneros de suspense y policial. El presidente del festival es Yuri Mityshin.

## Historia
El festival se empezó a fraguar en el año 1998 con la idea de Yuri Mityushin, extrabajador en el Ministerio del Interior de Rusia, de concienciar a la ciudadanía rusa sobre el respeto hacia las demás personas y el rechazo a todas las formas de delincuencia, desde la más común hasta el terrorismo. Con el paso de las ediciones, la idea de Yuri Mityushin terminó por convertirse en el único proyecto cultural que forma parte directamente del plan de lucha contra el terrorismo del Gobierno Ruso.
En 1999, se celebró el primer certamen bajo el nombre «Law & Order» (literlamente, Ley y Orden) con el apoyo del Ministerio del Interior de Rusia e inaugurado por Sergéi Stepashin, por aquel entonces, a cargo de dicho ministerio. En esa primera edición, participaron un total de 495 obras de distintos países. En 2002, el festival obtuvo el derecho de celebrarlo bajo la égida de las Naciones Unidas debido a los objetivos y tareas que se estaban llevando a cabo más allá de ser una mera muestra de cine.
A partir de 2005, se empezó a llamar DetectiveFest.

## Programa del festival
El festival incluye pases de las obras, conferencias sobre seguridad, talleres con profesionales del cine, televisión y de la publicidad, tanto rusos como extranjeros. Por otro lado, también hay simulacros de actuaciones policiales por parte de distintos cuerpos especiales rusos, al inicio a cargo de las Vityaz, así como desfiles de la milicia montada.